# Biografielijst Ex

## Ex
- Sjarel Ex (1957), Nederlands museumdirecteur

## Exa
- Eugène de Kerchove d'Exaerde (1844-1934), Belgisch bestuurder
- Georges de Kerchove d'Exaerde (1873-1944), Belgisch burgemeester
- Raymond de Kerchove d'Exaerde (1847-1932), Belgisch provinciegouverneur
- Example, pseudoniem van Elliot John Gleave, (1982), Brits zanger en rapper

## Exb
- Charles Exbrayat (1906-1989), Frans auteur

## Exc
- Excellent, pseudoniem van Harvey Guds, (1981), Nederlands-Surinaams rapper
- Excision, pseudoniem van Jeff Abel, (1986), Canadees muziekproducent

## Exe
- Exekias (6e eeuw v.Chr.), Oud-Grieks pottenbakker en schilder van Attische vazen
- Rémi Joseph Isidore Exelmans (1775-1852), Frans generaal

## Exi
- Dionysius Exiguus (6e eeuw), Romeins monnik en kerkhistoricus

## Exm
- Edward Pellew, 1e burggraaf Exmouth (1757-1833), Brits vlootvoogd en burggraaf

## Exn

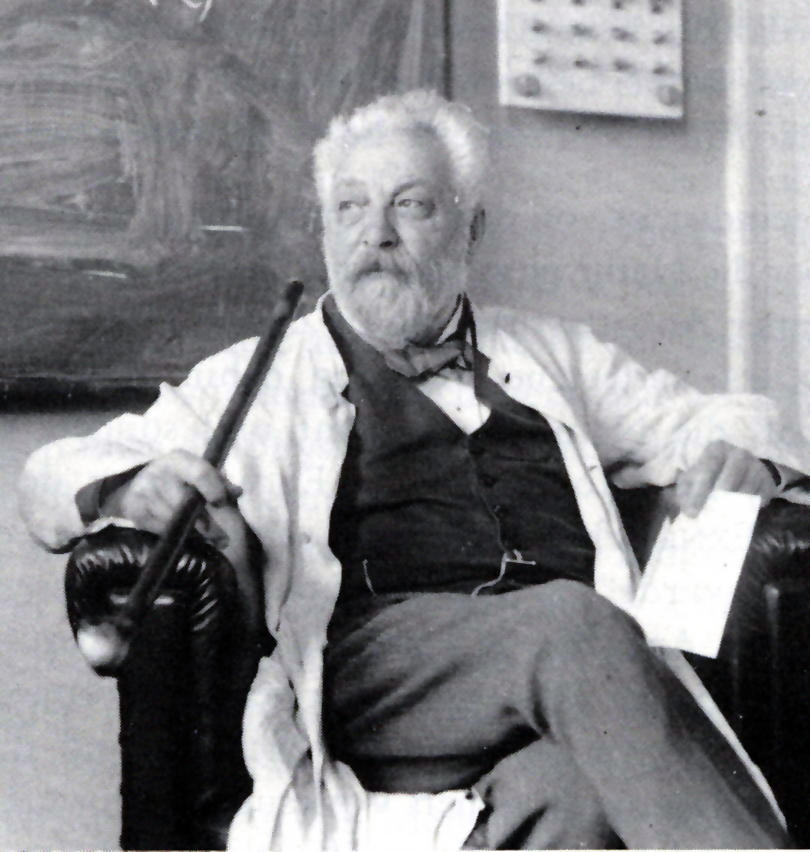
Franz-Serafin Exner (1915)

- Franz-Serafin Exner (1849-1926), Oostenrijks natuurkundige

## Exo
- Savvas Exouzidis (1981), Grieks voetballer

## Exp
- Don Experientia (18e eeuw), Nederlands toneelschrijver
- Manel Expósito Presseguer, bekend als Xino, (1981), Spaans voetballer

## Exq
- Alexandre Exquemelin (ca. 1645-ca. 1707), Frans chirurgijn

## Ext
- Frits van Exter (1955), Nederlands journalist en hoofdredacteur
- Jef Van Extergem (1898-1945), Vlaams flamingant
- Extince, pseudoniem van Peter Kops, (1967), Nederlands rapper
- Extra Nena, pseudoniem van Sne?ana Beric, (1960), Servisch zangeres

## Exu
- Exuperius, Zwitsers heilige en martelaar
- Antoine Marie Jean-Baptiste Roger de Saint-Exupéry (1900-1944), Frans beroepsvlieger en schrijver